# Кубок Узбекистану з футболу 2025
Кубок Узбекистану з футболу 2025 — 33-й розіграш головного кубкового футбольного турніру у Узбекистані. Титул володаря кубка захищає Андижан.

## Календар
| Раунд          | Дата                      | Матчі | Клуби   |
| -------------- | ------------------------- | ----- | ------- |
| Перший раунд   | 1–4 квітня 2025           | 6     | 38 → 32 |
| Груповий раунд | 8 квітня – 21 травня 2025 | 48    | 32 → 16 |
| 1/8 фіналу     | 8 червня – 2 липня 2025   | 8     | 16 → 8  |
| 1/4 фіналу     | 25–26 серпня 2025         | 4     | 8 → 4   |
| 1/2 фіналу     |                           | 2     | 4 → 2   |
| Фінал          |                           | 1     | 2 → 1   |

## 1/8 фіналу
| Команда 1          | Рахунок      | Команда 2          |
| ------------------ | ------------ | ------------------ |
| 8 червня 2025      |              |                    |
| Динамо (Самарканд) | 5:0          | Лочин (3)          |
| 18 червня 2025     |              |                    |
| Коканд 1912        | 1:1 пен. 4:5 | Буньодкор          |
| Шуртан             | 4:1          | Арал (2)           |
| 24 червня 2025     |              |                    |
| Нефтчі (Фергана)   | 0:1          | Машал              |
| Согдіана           | 4:1          | Кизилкум           |
| 25 червня 2025     |              |                    |
| Бухара             | 3:1          | АГМК               |
| 2 липня 2025       |              |                    |
| Пахтакор           | 2:1          | Олімпік МобіУз (2) |
| Хорезм             | 1:3          | Навбахор           |

## 1/4 фіналу
| Команда 1          | Рахунок | Команда 2 |
| ------------------ | ------- | --------- |
| 25 серпня 2025     |         |           |
| Согдіана           | :       | Навбахор  |
| Динамо (Самарканд) | :       | Шуртан    |
| 26 серпня 2025     |         |           |
| Буньодкор          | :       | Бухара    |
| Пахтакор           | :       | Машал     |